# توانه، سن بارتلمی
توانه (به فرانسوی: Toiny) یک منطقهٔ مسکونی در فرانسه است که در سن بارتلمی واقع شده‌است.